# Diplomeris
Diplomeris là một chi thực vật có hoa trong họ, Orchidaceae.